# Руи Силва
Руи Силва (порт. Rui Silva; Сантарем, 3. август 1977), португалски атлетичар, светски и троструки европски првак на 1.500 метара.
Члан је АК Спортинг из Лисабона. Као тркач, специјализован је за дисциплине на 1.500 м и 3.000 м, иако почео као тркач на 800 метара. Вишеструки је национални првак на 1.500 м. Био је освајач бронзане олимпијске медаље на Олимпијским играма 2004 у Атини у дисциплини 1.500 метара, где је успео да у току трке са последњег места стигне трећи у непуних 400 метара постигавши у последњем кругу трке резултат 51,03. Недавне повреде га спречавају да учествује у разним међународним такмичењима, укључујући и Светском првенству 2007. у Осаки у 2007.
Вратио је поново у елиту победивши у трци на Европско првенство у атлетици у дворани 2009. у Торину на 1.500 м.

## Значајнији резултати
| Година                     | Такмичење                    | Локација                        | Место                      | Дисциплина                 | Резултат                   |
| Представљајући Португалију | Представљајући Португалију   | Представљајући Португалију      | Представљајући Португалију | Представљајући Португалију | Представљајући Португалију |
| -------------------------- | ---------------------------- | ------------------------------- | -------------------------- | -------------------------- | -------------------------- |
| 1998.                      | Европско првенство у дворани | Валенсија, Шпанија              |                            | 1.500 м                    | 3:44,57                    |
| 1998.                      | Европско првенство           | Будимпешта, Мађарска            |                            | 1.500 м                    | 3:41,84                    |
| 1999.                      | Светско првенство у дворани  | Маебаши, Јапан                  | 5.                         | 1.500 м                    | 3:34,99                    |
| 1999.                      | Светско првенство            | Севиља, Шпанија                 | 22.                        | 1.500 м                    | 3:50,85                    |
| 2000.                      | Европско првенство у дворани | Гент, Белгија                   |                            | 3.000 м                    | 7:49,70                    |
| 2000.                      | Олимпијске игре              | Сиднеј, Аустралија              | 32.                        | 1.500 м                    | 3:41,93                    |
| 2001.                      | Светско првенство у дворани  | Лисабон, Португалија            |                            | 1.500 м                    | 3:51,06                    |
| 2001.                      | Светско првенство            | Едмонтон, Канада                | 7.                         | 1.500 м                    | 3:35,74                    |
| 2002.                      | Европско првенство у дворани | Беч, Аустрија                   |                            | 1.500 м                    | 3:49,93                    |
| 2002.                      | Европско првенство           | Минхен, Немачка                 |                            | 1.500 м                    | 3:45,43                    |
| 2003.                      | Светско првенство у дворани  | Бирмингем, Уједињено Краљевство | 20.                        | 1.500 м                    | 3:48,41                    |
| 2003.                      | Светско првенство            | Париз, Француска                | 5.                         | 1.500 м                    | 3:33,68                    |
| 2004.                      | Светско првенство у дворани  | Будимпешта, Мађарска            |                            | 3.000 м                    | 7:57,08                    |
| 2004.                      | Олимпијске игре              | Атина, Грчка                    |                            | 1.500 м                    | 3:34,68                    |
| 2005.                      | Светско првенство            | Хелсинки, Финска                |                            | 1.500 м                    | 3:38,02                    |
| 2009.                      | Европско првенство у дворани | Торино, Италија                 |                            | 1.500 м                    | 3:44,38                    |
| 2009.                      | Светско првенство            | Берлин, Немачка                 | 23.                        | 1.500 м                    | 3:41,30                    |
| 2011.                      | Европско првенство у дворани | Париз, Француска                | 6.                         | 3.000 м                    | 7:59,49                    |
| 2011.                      | Светско првенство            | Тегу, Јужна Кореја              | 22.                        | 5.000 м                    | 13:50,16                   |
| 2011.                      | Светско првенство            | Тегу, Јужна Кореја              | 11.                        | 10.000 м                   | 28:48,62                   |

## Лични рекорди
На отвореном
- 800 м — 1:44.91 — Сан Себастијан, 20. август 2002
- 1000 м — 2:16.30 — Ница, 17. јул 1999
- 1500 м — 3:30.07 — Монако, 19. јули. 2002
- 1 миља — 3:49.50 — Рим,12. јули. 2002
- 2000 м — 4:54.66 — Берлин, 7. септембар 1999
- 3000 м — 7:46.41 — Истанбул, 20. јун 2004
- 5000 м — 13:19.20 — Берген, 11. јун 2004